# Emoia campbelli
Emoia campbelli — вид сцинкоподібних ящірок родини сцинкових (Scincidae). Ендемік Фіджі.

## Поширення і екологія
Emoia campbelli відомі з типової місцевості, розташованої на плато Райрайматуку на острові Віті-Леву. Вони живуть густих вологих тропічних лісах, в заростях мірмекофітних епіфітів. Зустрічаються на висоті від 700 до 1000 м над рівнем моря. Відкладають яйця, в кладці 2 яйця.

## Збереження
МСОП класифікує цей вид як такий, що перебуває під загрозою зникнення. Emoia campbelli загрожує знищення природного середовища.